# Robert Hennequin
Robert Hennequin, né le 21 mars 1920 à Bondy (Seine) et mort le 13 février 2002 à Ploemeur (Morbihan), est un joueur et un entraîneur de football français.

## Carrière
Originaire d'Île-de-France, il fait ses premières armes au Stade de l'Est, avant de rejoindre la Bretagne et le Stade rennais UC dès 1941, à 21 ans. D'abord milieu de terrain, il recule rapidement en défense où il s'impose.
En 1943-1944, alors qu'un championnat entre équipes fédérales est mis en place, il n'est pas retenu pour faire partie de l'équipe de Rennes-Bretagne et évolue donc une saison avec les amateurs du Stade rennais, en CFA, après s'être caché à Niort pour échapper aux Allemands. Il réintègre les rangs professionnels la saison suivante.
Titulaire inamovible de la défense rennaise pendant près de dix ans, il fait partie des joueurs les plus « capés » sous le maillot rennais. Il quitte finalement Rennes pour devenir entraîneur-joueur du FC Lorient en 1951. Une expérience de courte durée pour Hennequin. À l'issue de la saison, le FC Lorient est relégué en Division régionale d'honneur, et l'ancienne gloire rennaise est priée de s'en aller. Il est remplacé par Georges Girot.
Hennequin a été entraîneur ponctuellement des juniors du Stade rennais avec lesquels il devient champion de l'Ouest vers 1950, puis avec le FC Lorient idem mais avec les cadets, en 1951, dont Roland Guillas, Rouyer, Le Roy…

## Sources
- Claude Loire, Le Stade rennais, fleuron du football breton, Rennes, Apogée, 1994